# ОФГ Кюстендил
ОФГ Кюстендил е дивизия, в която се състезават клубове от област Кюстендил. Разделена е на две подгрупи: Подгрупа "Осогово" и Подгрупа "Рила". Шампионите на двете подгрупи играят областен финал, който излъчва участник за баражите за влизане в Югозападна аматьорска футболна лига.

## Подгрупа "Осогово"
Първоначално сезон 2022/23 започва с 12 отбора, но след 7ми кръг Армейци (Кюстендил) е изваден от групата.

### Отбори 2022/23
- Ботев (Лозно)
- Елешница (Ваксево)
- Копие (Копиловци)
- Осоговец (Пиперков чифлик)
- Осогово (Багренци)
- Руен (Богослов)
- Сибир (Кюстендил)
- Сините извори (Горна Гращица)
- Спортист (Слокощица)
- Струма (Нови чифлик)
- Струмска слава (Търновлаг)

## Подгрупа "Рила"
През сезон 2022/23 в лигата играят 11 отбора. 

### Отбори 2022/23
- Ботев 2009 (Джерман)
- Ботев 1937 (Крайници)
- Ботев (Пороминово)
- Горица 2019 (Овчарци)
- Ива (Боровец)
- Миньор 2019 (Бобов дол)
- Мусала 2010 (Рила)
- Рилец 1948 (Ресилово)
- Славия 2000 (Яхиново)
- Сокол 2015 (Самораново)
- Червена звезда 2021 (Червен брег)